# Pagoda Myazigon
La Pagoda Myazigon (a veces conocida como la Pagoda Myasigon) es un templo budista en Taungoo, Myanmar. Construido en el siglo XVI o XIX, el templo contiene varias imágenes de miembros de la dinastía Toungoo (que gobernó Taungoo) y una gran estatua de bronce de Buda que fue capturada en una guerra en Toungoo contra el Reino de Ayutthaya.